# Jan Eichhorn
Jan-Armin Eichhorn (Sonneberg, RDA, 8 de mayo de 1981) es un deportista alemán que compitió en luge en la modalidad individual.
Ganó una medalla de bronce en el Campeonato Mundial de Luge de 2007 y una medalla de oro en el Campeonato Europeo de Luge de 2004. Participó en los Juegos Olímpicos de Turín 2006, ocupando el sexto lugar en la prueba individual.

## Palmarés internacional
| Campeonato Mundial | Campeonato Mundial | Campeonato Mundial | Campeonato Mundial |
| Año                | Lugar              | Medalla            | Prueba             |
| ------------------ | ------------------ | ------------------ | ------------------ |
| 2007               | Igls (Austria)     | Medalla de bronce  | Individual         |
| Campeonato Europeo |                    |                    |                    |
| Año                | Lugar              | Medalla            | Prueba             |
| 2004               | Oberhof (Alemania) | Medalla de oro     | Equipo             |